# Latarnia morska Ailsa Craig
Latarnia morska Ailsa Craig – latarnia morska położona na wulkanicznej wyspie Ailsa Craig w zatoce Firth of Clyde na Morzu Irlandzkim. Latarnia wraz z sąsiadującymi budynkami została wpisana w 1977 roku na listę zabytków kategorii C Historic Scotland pod numerem 1151, a w 1998 roku została zakwalifikowana do klasy B. Obiekt znajduje się także na liście Royal Commission on the Ancient and Historical Monuments of Scotland pod numerem NX09NW 5.

## Dane techniczne
- Nr brytyjski A4582 (w Spisie świateł i sygnałów nawigacyjnych Admiralicji Brytyjskiej vol A)
- Nr USA 4768 (w Spisie Świateł NGA[a] Pub 114)
- Położenie: 55°15,1′ N 5°06,4′ E[4]
  - to samo: 55° 15' 7 " N  5° 06' 30,9 " W
- Wysokość wieży: 11 m
- Wysokość światła: 18 m n.p.m.
- Zasięg nominalny światła: 17 Mm (31,5 km)
- Charakterystyka światła: Błyskowe, Białe skrót międzynarodowy z ang.: Fl. W. sektorowe: w namiarze   145 - 028°
  - Światło: 0,3 s
  - Przerwa: 3,7 s
  - Okres: 4 s

## Historia
Potrzeba budowy latarni morskiej oraz nadawania sygnału mgłowego na wyspie Ailsa Craig została zgłoszona do  Commissioners of Northern Lighthouses przez Lloyds and the Scottish Shipmasters Association w roku 1881. Northern Lighthouse Board wraz z Trinity House zaakceptowały te żądania i budowa latarni rozpoczęła się w 1882 roku. Latarnia została ukończona w 1886 roku pod nadzorem braci Davida i Thomasa Stevensonów (stryja i ojca Roberta Louisa Stevensona). Latarnia została uruchomiona 15 czerwca 1886 roku. Światło otrzymywano z lampy olejowej, którą w 1911 roku zastąpiono żarówką. Dwie syreny do nadawania sygnałów mgłowych: południowa oraz północna, do 1911 roku były napędzane silnikami gazowymi, zasilanymi z centralnej gazowni. W czasie modernizacji latarni w 1911 roku ich silniki wymieniono na silniki wysokoprężne. Syreny pracowały do 1966, kiedy to sygnalizację zmieniono na tyfony. Sygnał dźwiękowy wyłączono w 1987 roku. 
Do 1935 roku, kiedy to w latarni zainstalowano radiotelefon, wiadomości pomiędzy latarnikami a stałym lądem przenosiły gołębie pocztowe. 
Latarnia została w pełni zautomatyzowana w 1990 roku, przystosowana do pracy bezobsługowej, zasilania z siłowni fotowoltaicznej i od tego czasu jest sterowana z Northern Lighthouse Board’s offices w Edynburgu.
W 2011 roku wyspa Ailsa Craig została wystawiona na sprzedaż, którą sfinalizowano w 2013 roku.